# نخل شيخيا
 نخل شيخيا  بفتح النون والخاء وكسر اللام، وسكون الياء وكسر الخاء، تسمى باللهجة المحلية (مُؤه شیخیا)، قرية زراعية عامرة ملاصقة لبادية كوخرد الجنوبية، تابعة لناحية كوخرد  (بالفارسية: بخش كوخرد)  من توابع مدينة بستك في محافظة هرمزگان في جنوب إيران. هي قرية زراعية من قرى هضبة جعفرآباد الغربية.

## حدود نخل شيخيا
من الشمال: نهر مهران، ومن الجنوب هضبة جعفرآباد و(تنب مؤه شيخيا)، ومن الغرب قرية كلالة، ومن الشرق تنتهي بـقرية لدخه خاءو جعفرآباد.

## المزارع والبساتين
بها مزارع النخيل والبساتين وآبار عذبة، وبيوت قديمة مبنية الطين المسلح بالتبن، بها شجرة معمرة معروفة لدى الأهالي بــ(كور نظري)، و« كُـورِ»: باللهجة المحلية تعني الغاف(1)، وكان ملاك الجمال والمواشي ينيخون جمالهم في ظل هذه الشجرة في وقت الظهيرة.
« نخل شيخيا » هي مسقط رأس ملاك المواشي المشهور:(الحاج عبد الرحمن آل جعفر)، ويجلب من « نخل شيخيا »  جميع مشتقات النخيل: كالجرمة، والكرنافة(2)، والجريد(3)، ويستعملونه في عدة مجالات.

## موقع القرية عل خارطة غوغل ماب
- موقع نخل شيخي على: Google Maps

- ويقول الشاعر (بوحمد المرزوقي) في ذلك، هذه الأبيات الجميلة قائلا::

- يقول الشاعر راستی في هذه الأبيات الجميلة بالفارسية :

- الغاف:  شجرة شوكية من الفصيلة البقولية التي تنمو في البيئة الصحراوية الحارة. تنتشر اشجار الغاف في عدة مناطق منه شبه الجزيرة العربية وبلاد الشام وإيران.
- الكرنافة: بضم الكاف، واحدة الكرناف، وهو أصول السعف (جريد النخيل أو رقه) التي تبقى بعد قطعه في جذع النخلة.
- الجريد: الذي يجرد عنه الخوص، الواحدة جريدة، ولايسمى جريداً مادام عليه الخوص.

## المصادر

منظر بانورامي لقرية نخل شيخيا في فصل الربيع في ناحية كوخرد

## وصلات خارجية
- الادارية لمحافظة هرمزگان
- الادارية لمحافظة هرمزگان (بلده كوخرد)